# Tatort: Tempelräuber
Tempelräuber ist ein Fernsehfilm aus der Fernseh-Kriminalreihe Tatort der ARD und des ORF. Der Film wurde vom WDR produziert und am 25. Oktober 2009 zum ersten Mal gesendet. Er ist die 745. Folge der Tatort-Reihe und der 16. Fall mit Axel Prahl und Jan Josef Liefers als Münsteraner Ermittler Thiel und Boerne.

## Handlung
Während Vater Thiel einer älteren Dame das Gepäck trägt, wird sein Taxi entführt und damit der Regens des Priesterseminars Ludwig Mühlenberg überfahren. Prof. Karl-Friedrich Boerne beobachtet diesen Vorfall, als er seine Geige von der Restaurierung abholt. Er eilt dem Verletzten zu Hilfe und wird dadurch selbst angefahren, als der Fahrer des Taxis zurücksetzt, um seine Tat zu vollenden. Boerne zieht sich bei dem Unfall mehrere Frakturen an den Armen zu, sodass diese inklusive der Hände eingegipst werden. Die Hilfe, auf die er in dieser Situation angewiesen ist, fordert er in üblicher Form bei seinem Eintreffen in der Rechtsmedizin, wo bereits die Staatsanwältin Wilhelmine Klemm, seine Assistentin Silke „Alberich“ Haller und der Kommissar Frank Thiel versammelt sind. Dort identifiziert Klemm auch den Toten als den Regens und betont, wie wichtig die Aufklärung des Mordes an einem kirchlichen Würdenträger in der Stadt Münster ist.
Die Ermittlungen führen den Kommissar in das Priesterseminar, wo er entdeckt, dass in der Mordnacht das Büro des Regens aufgebrochen und durchsucht worden ist. Währenddessen hat Alberich eine Auseinandersetzung mit Boerne, die sie kurzerhand gewinnt, indem sie den Professor in seinem Büro einschließt. Unterdessen sucht Thiel unentwegt nach einer Haushaltshilfe für den Professor. Bei den Befragungen im Priesterseminar ergeben sich einige Hinweise auf den als möglichen Nachfolger gehandelten Herrn Wolff, der zum Tatzeitpunkt aber Geigenstunden in seiner Wohnung gegeben hat. Als Thiel ihn dort aufsucht und befragt, unterrichtet er gerade Steffen, einen begabten Jungen, dessen Mutter eine Stelle als Haushaltshilfe sucht. Zurück auf dem Revier erwartet den Kommissar bereits eine ältere Dame, die ihn auf Rat seines Vaters wegen eines zerstörten Grablichtes anspricht. Er verweist sie jedoch daraufhin an eine andere Stelle. Boerne entdeckt indessen als weiteres Indiz mehrere Hämatome am Körper des Regens, die dieser deutlich vor dem Unfall erlitten haben muss. Als Thiel Boerne zuhause abliefert, erwartet diesen dort eine unangenehme Überraschung in Gestalt von Karin Ellinghaus und ihrem Sohn Steffen. Der Professor weigert sich zunächst, die Hilfe anzunehmen, knickt aber nach dem gescheiterten Versuch, sich selbst Abendbrot zu machen, doch ein und akzeptiert die Haushaltshilfe.
Nachts wird Thiel von einem Anruf aus dem Schlaf gerissen und geht in der Annahme, es sei der Professor, zu diesem hinüber, um festzustellen, dass es Schwester Agatha aus dem Priesterseminar ist, die einen Einbruch im Büro des Regens meldet. So überraschen Thiel und Boerne den sich als Einbrecher herausstellenden Seminaristen Johannes Bott. Der Kommissar findet schließlich nachts noch den von Bott gesuchten Brief, in dem Mühlenberg die Entlassung Botts vorschlägt. Als er diesen damit konfrontiert, erzählt Bott, er habe per Zufall mitbekommen, dass Mühlenberg in der Nacht zuvor umgekommen ist, und habe diesen „glücklichen“ Umstand nutzen wollen, um den belastenden Brief verschwinden zu lassen. Am nächsten Tag erhält Thiel den Bericht der Rechtsmedizin, in dem vermerkt ist, dass sich Graberde an der Hose des Opfers befand. Er schließt daraus einen Zusammenhang mit der älteren Dame, die daraufhin von einem Kampf zwischen einer jüngeren Frau und dem Regens auf dem Friedhof berichtet. Außerdem wird am Grab eine Halskette gefunden.
Um Steffen die durch ein Missverständnis beschädigte Geige zu ersetzen und sich zu entschuldigen, leiht Boerne ihm seine frisch restaurierte Wieselberger Geige. Als dieser mit ihr bei Herrn Wolff – diesmal im Priesterseminar – probt, stört wieder Thiel mit einigen Fragen. Er konfrontiert Wolff mit der gefundenen Kette, deren Erkennen dieser abstreitet. Schwester Agatha hingegen erkennt die Kette und verweist auf eine Lena Henning, die früher im Priesterseminar gearbeitet hat. Sie wurde jedoch von Mühlenberg entlassen, da sie wegen ihrer erotischen Ausstrahlung die Seminaristen gestört habe. Zuhause trifft Boerne durch Steffen auf ein Kindheitstrauma: Ein Bogenharz, das ihn an die Zeit erinnert, als er zum Geigenspielen gezwungen wurde. Der Kommissar und Nadeshda stellen unterdessen fest, dass Lena Henning seit zwanzig Jahren verschwunden ist. Nachdem Boerne zufällig ein Bild von ihr gesehen hat, erkennt er sie plötzlich wieder, da er sie neun Wochen zuvor als Drogenabhängige und Opfer einer Überdosis auf dem Seziertisch hatte. Als er nun auch noch bemerkt, dass diese einen Kaiserschnitt aufwies, kombiniert Thiel, dass Lena Henning damals entlassen wurde, weil sie von Herrn Wolff geschwängert worden war. Er konfrontiert diesen mit dem Selbstmord und dem Vorwurf, den Lena in ihrem Abschiedsbrief gegen Mühlenberg und Wolff erhebt. Auf einem Foto erkennt Wolff seine Tochter in seiner Sekretärin Dorothea wieder. Diese kann zunächst fliehen, wird aber später auf dem Friedhof gestellt. Im Verhör erklärt sie die Konfrontation auf dem Friedhof, streitet jedoch den Mord ab.
Dieser kann erst aufgeklärt werden, als das Taxi gefunden wird. Dank Alberich erkennt Boerne den Geruch des Bogenharzes am Lenkrad wieder. Dadurch wird die Spur erneut auf Wolff gelenkt, bei dessen Festnahme sich herausstellt, dass er eine Beziehung mit Karin Ellinghaus, aber auch ein Alibi für die Mordnacht hat – ihr gemeinsamer Sohn Steffen jedoch nicht. Da dieser unerlaubterweise auch noch einen Schlüssel zur Wohnung seines Vaters besitzt, hatte er die Möglichkeit, eine Nachricht von Dorothea auf dem Anrufbeantworter seines Vaters abzuhören, in der sie berichtet, Mühlenberg wisse, dass Wolff ein Kind hat. So kommen Boerne und Thiel am Ende doch noch auf die Lösung. Im Verhör gesteht Steffen schließlich den Mord, den er begangen hat, um seine Familie zu retten, die sonst durch seine Schuld zerstört worden wäre.

## Drehorte
Bei dem gezeigten Priesterseminar handelt es sich um das Bankhaus Lampe an der Ecke Domplatz/Michaelisplatz. Der Mord fand auf dem Lambertikirchplatz statt (Ecke Salzstraße).

## Rezeption

### Einschaltquoten
Die Erstausstrahlung von Tempelräuber am 25. Oktober 2009 wurde in Deutschland von 9,88 Millionen Zuschauern gesehen und erreichte einen Marktanteil von 26,5 % für Das Erste; in der Gruppe der 14- bis 49-jährigen Zuschauer wurden 3,71 Millionen Zuschauer und ein Marktanteil von 22,7 % erreicht.

### Kritik
Die Reaktion der Medien auf diesen Tatort war verhältnismäßig stark; so wird immer wieder die Brisanz des Themas angesprochen. Das Urteil über die Qualität der Handlung und des Drehbuchs ist unterschiedlich.

„Tatsächlich ist die Thematik, die Regisseur Matthias Tiefenbacher in seinem ‚Tatort‘ mit dem Titel ‚Tempelräuber‘ (ARD) aufgreift, brisant. Es geht um Priesterkinder, das Zölibat, die Scheinheiligkeit der katholischen Kirche und die Verzweiflung der Betroffenen. Keine leichte Kost also.
Dass die dennoch nicht allzu schwer im Magen liegt und – trotz manch arg konstruiertem Handlungsstrang – bei aller Ernsthaftigkeit unterhaltsam daher kommt, liegt vor allem an Axel Prahl und Jan Josef Liefers. [...]
Denn hier wird ganz deutlich: Das ungleiche Ermittlerpaar hat sich längst zu einem ‚Tatort‘-Team gemausert, das mit seiner Skurrilität, seinem Zynismus und seinem Witz die meisten anderen Ermittlerkollegen an Unterhaltungswert weit hinter sich lässt.“

„Ein ‚Tatort‘ nämlich, der gleichermaßen amüsant, spannend und feinfühlig mit einem komplexen Thema umging. Ein herausragender Ulrich Noethen machte ‚Tempelräuber‘ endgültig zum bisher besten ‚Tatort‘ der WDR-Reihe.“

„Wo sonst im Münsteraner ‚Tatort‘ das Diktat zum Morbiden und Monströsen herrscht, wird auf einmal ganz unverhofft die Kunst der Andeutung und des leisen Sentiments gepflegt. Nicht zuletzt durch die Episodendarsteller, allen voran durch den furiosen Ulrich Noethen, entwickelt sich ein Religionsdrama, das ohne jeden spekulativen Kirchenhorror tief nachwirkt.“